# Verena Schneiderbauer
Verena Schneiderbauer (* 9. August 1990) ist eine ehemalige deutsche Fußballspielerin.

## Karriere
Aus der Jugendabteilung des FC Bayern München hervorgegangen, gehörte Schneiderbauer in der Saison 2007/08 dem Kader des FC Bayern München an und bestritt an zwei aufeinander folgenden Spieltagen zwei Bundesligaspiele. Ihr Debüt gab sie am 8. Juni 2008 (21. Spieltag) beim 1:0-Sieg im Auswärtsspiel gegen den 1. FC Saarbrücken mit Einwechslung für Sylvie Banecki in der 90. Minute. Ihr zweites Spiel eine Woche später, in dem sie in der 65. Minute ebenfalls für Sylvie Banecki eingewechselt wurde, ging daheim gegen den FCR 2001 Duisburg mit 0:2 verloren.

## Erfolge
- Zweiter der B-Jugendmeisterschaft 2007